# Купен (Смолянская область)
Купен (болг. Купен) — населённый пункт в Болгарии. Находится в Смолянской области, входит в общину Мадан. Население составляет 39 человек.

## Политическая ситуация
Кмет (мэр) общины Мадан — Атанас Александров Иванов (Болгарская социалистическая партия (БСП)) по результатам выборов в правление общины.